# Baorisa
Genre
Baorisa est un genre de Lépidoptères de la famille des Noctuidae, comprenant quatre espèces réparties en Asie du Sud-Est.

## Liste des espèces
Selon GBIF (5 septembre 2021) :
- Baorisa floresiana Behounek, Speidel & Thöny
- Baorisa hieroglyphica Moore, 1882
- Baorisa philippina Behounek, Speidel & Thöny
- Baorisa sulewesiana Behounek, Speidel & Thöny

## Systématique
Le genre Baorisa a été décrit en 1882 par l'entomologiste britannique Frederic Moore, qui lui attribue son nom scientifique. Il a longtemps été un taxon monotypique associé à l'espèce Baorisa hieroglyphica, dont l'holotype est originaire d'Inde,.